# مارتي سامبسون
مارتي سامبسون (بالإنجليزية: Marty Sampson)‏ هو مغن مؤلف أسترالي، ولد في 31 مايو 1979.

## وصلات خارجية
- الموقع الرسمي